# Чина горохоподібна
Чина горохоподібна або Чина гороховидна (Lathyrus pisiformis L.) — рослина з роду чина, родини бобових. Народна назва: горошок гороховатий.

## Загальна біоморфологічна характеристика
Багаторічна трав'яниста рослина висотою 50 — 100 см з довгим зеленим кореневищем. Стебла, майже прямостоячі, вузькокрилаті, злегка чіпляються за допомогою листових вусиків. Прилистки великі, яйцеподібні, з подовжено-загостреною верхівкою, біля основи іноді зубчасті, 20 — 55 мм завдовжки, 7 — 18 мм завширшки. Листя блакитно-зелені знизу, складаються зазвичай з 4-6 пар яйцеподібних або овальних листочків, 25-50 мм завдовжки, 10 — 30 мм завширшки, приквітки лускаті, майже непомітні. . Листова вісь закінчується вусиком. Квітконоси коротші за листя, з 8 — 15 квітками. Квітки невеликі, 10 — 15 мм завдовжки, червонувато-бузкового кольору. Квітконіжки коротші за чашечки. Чашечка короткотрубчата, з невеликим потовщенням біля основи, її зубці трикутні. Прапор округло-еліптичний, з темним сітчастим жилкуванням, з виїмкою на верхівці, на широкому нігтику. Крила довгасто-ланцетні, на нігтику. Човник по нижньому краю зігнутий майже під прямим кутом. Боби лінійні, злегка стислі з боків, 40 — 50 мм завдовжки, 4 — 5 мм завширшки. Стулки бобу темно-бурого кольору. Насіння майже кулясте, буре, 10 — 12 у бобі. Рубчик дорівнює 1/6 частини окружності насінини. Каріотип — 2n = 14. Цвіте в травні, плодоносить у червні. Кореневище розташоване у ґрунті на глибині 3 — 4 см. Проростання насіння підземне. У перші 7 — 10 років у чини горохоподібної зберігається головний корінь, потім він відмирає і залишаються додаткові корені, що відходять від кореневища, утвореного основами відмерлих надземних пагонів. У процесі онтогенезу змінюється і характер надземного пагона — з прямостоячого він перетворюється на такий, що підводиться, чіпляється.

## Екологія
Зустрічається в листяних, мішаних і хвойних лісах, але найбільш характерна для широколистяних лісів. Росте під пологом лісу і по узліссях, у заростях чагарників, по схилах ярів, рідко — по степових луках.

## Поширення
Загальне поширення: Середня Європа, Китай (Сіньцзян-Уйгурський автономний район), Монголія. На території колишнього СРСР: Європейська частина — всі райони, крім Карело-Лапландського, Нижньо-Волзького і Криму; Кавказ — Передкавказзя, Західний Сибір, Східний Сибір, Сахалін, Середня Азія.
В Україні: Черкаська, Чернігівська, Івано-Франківська, Харківська, Хмельницька, Київська, Кіровоградська, Львівська, Полтавська, Сумська, Тернопільська, Вінницька, Луганська області.

## Хімічний склад
В зеленій масі в кінці цвітіння більше 15 % протеїну, 3,3 % жиру, 14 мг% каротину, понад 300 мг% рутину.

## Використання та господарське значення
Використовується як кормова рослина досить високої якості, добре поїдається великою рогатою худобою і кіньми у складі сіна. В народній медицині застосовували при набряках. Добрий медонос, дає багато нектару.

## Охоронні заходи
Входить до Регіональних червоних списків рослин Дніпропетровської, Львівської і Сумської областей.